# پیچند دریایی

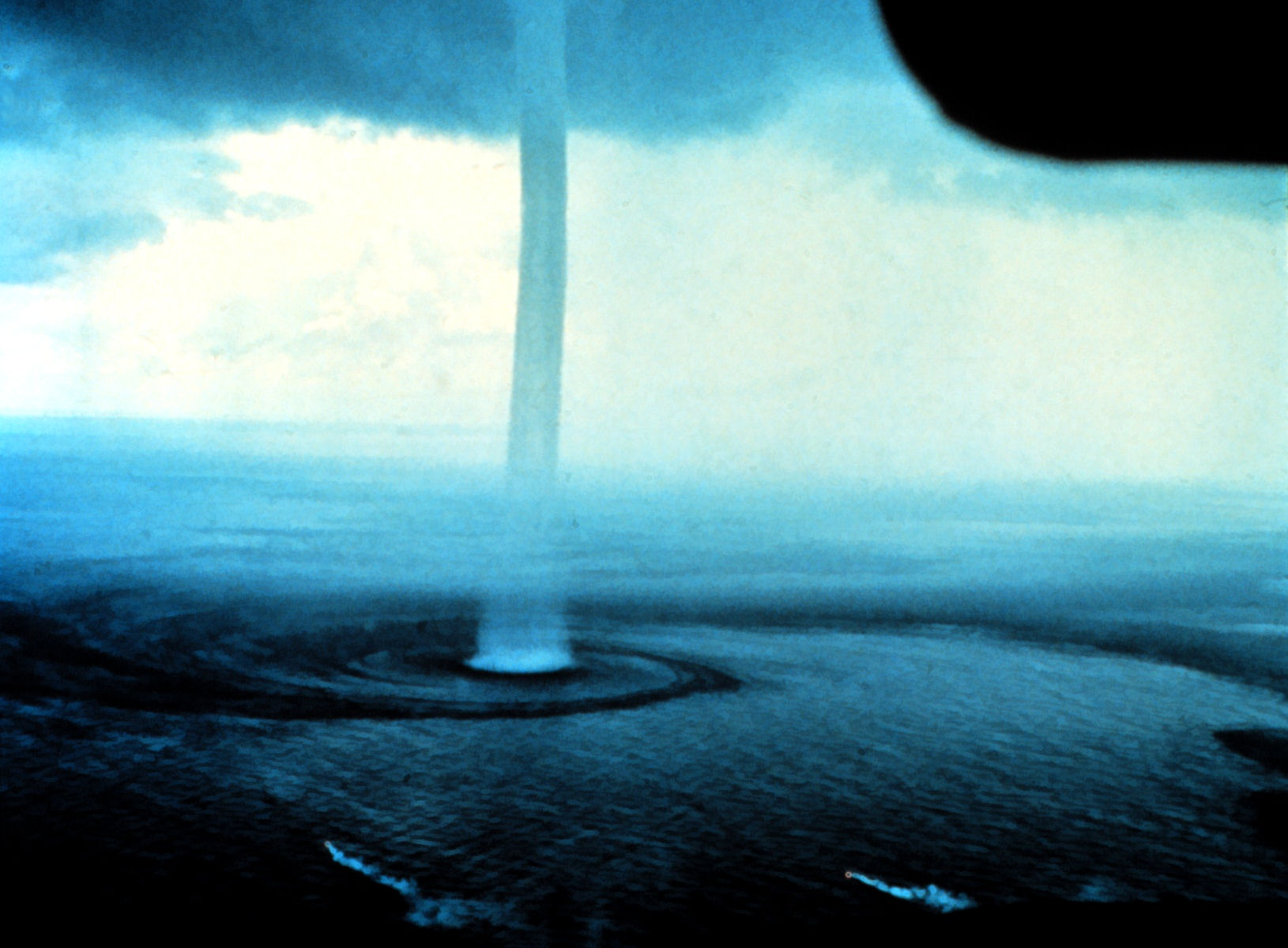
تنوره دریایی در فلوریدا در سال ۱۹۶۹.

پیچند دریایی یا تنوره دریایی (به انگلیسی: Water spout) نوعی گردباد است و به یک ستون هوای متلاطم گویند که حرکت دورانی دارد و به یک سیستم ابری کومولیفورم متصل است.
این سیستم‌های متلاطم غالباً بر روی آب ایجاد می‌شوند و از نظر چگونگی ایجاد با توفانِ پیچنده تفاوت دارند.